# Borolia interciliata
Borolia interciliata là một loài bướm đêm trong họ Noctuidae.